# Fritz da Cat
Fritz da Cat, pseudonimo di Alessandro Civitelli (Genova, 25 ottobre 1975), è un disc jockey e produttore discografico italiano.
Il nome deriva da Fritz the Cat, gatto dei fumetti creato dal disegnatore Robert Crumb.

## Biografia

### Primi anni e album omonimo (1998)
Fritz da Cat è nato a Genova da padre calabrese e madre genovese, trasferendosi successivamente a Milano. Esordisce nel mondo della musica nel 1998, quando pubblica l'album omonimo. Il disco riscuote un buon successo sulla scena underground grazie alle numerose collaborazioni: El Presidente, Left Side e Sab Sista, Bassi Maestro, Turi & Compari, DJ Gruff, Maury B, DJ Lugi, Marya, Didez, Yoshi, Piotta e Cricca Dei Balordi. La prima edizione contiene il brano di DJ Gruff 1 vs 2, un dissing agli Articolo 31, successivamente rimpiazzata da Sucker per sempre.

### Novecinquantae i Basley Click (1999-2001)
L'anno seguente avviene la riconferma come produttore: Fritz pubblica Novecinquanta, titolo scaturito dall'Akai 950, utilizzato dal produttore per realizzare le proprie basi strumentali. Gli ospiti del disco sono DJ Lugi, Piotta, Kaos, Neffa, Inoki e Joe Cassano, Bassi Maestro, Rido MC, Cush, Deda, Yoshi, DJ Inesha, Fabri Fibra, Lyricalz, Polare, Sean e Lord Bean. I pezzi di maggiore successo sono Non c'è limite allo show (inserito nell'album solista di DJ Lugi, Ca'pù), Schiaffetto correttivo, Se non fumassi, Street Opera, Cose preziose e Giorno e notte (inserita anche in Dio lodato, album postumo di Joe Cassano).
Nel 2001 Fritz da Cat crea il progetto Basley Click, dando vita all'album The Album. Il progetto vede Fritz da Cat alle produzioni dei beat, Fede (rapper del duo Lyricalz) e Fabri Fibra al microfono, a dar vita a un album più completo e omogeneo dal punto di vista musicale e contenutistico, in quanto non semplicemente una compilation. Il disco contiene collaborazioni di DJ Lugi, Turi e Nesli, ed è stato registrato e mixato nello studio milanese di Bassi Maestro, con l'ausilio dello stesso Bassi. The Album è un'autoproduzione, realizzata con mezzi ridotti e non supportata da alcuna pubblicizzazione, tuttavia ottiene successo nell'underground e ben presto le copie esauriscono.

### Ritorno sulle scene musicali (2011-presente)
Dopo circa dieci anni di inattività, nel 2011 Fritz da Cat ritorna nella scena hip hop italiana producendo diversi beat per esponenti più o meno noti della scena, da Gué Pequeno, a Fedez, passando per Noyz Narcos e Clementino. In questo periodo sono iniziati i lavori per il quarto album in studio, la cui uscita avviene nell'autunno 2013.
Il 30 agosto 2013 è stato pubblicato in allegato alla rivista la Repubblica XL l'album Leaks, anticipazione di Fritz che racchiude i primi dieci brani presenti in quest'ultimo. Fritz è stato pubblicato il 1º ottobre 2013 e vanta la partecipazione di gran parte della attuale scena rap/hip-hop italiana (più o meno underground), come Fabri Fibra, Bassi Maestro, Noyz Narcos, Dargen D'Amico, Ghemon, Turi e numerosi altri.
Nel 2014 ha partecipato al film Numero zero - Alle origini del rap italiano, mentre nel mese di maggio 2015 è stata annunciata la pubblicazione di un album in studio realizzato con la collaborazione del rapper Noyz Narcos. Intitolato Localz Only, l'album è stato pubblicato il 1º giugno dello stesso anno dalla Universal Music Group; ad anticiparne l'uscita è stato il videoclip della title track Localz Only, uscito il 14 maggio.

## Discografia

### Da solista
Album in studio
- 1998 – Fritz da Cat
- 1999 – Novecinquanta
- 2013 – Leaks
- 2013 – Fritz
- 2015 – Localz Only (con Noyz Narcos)

Singoli
- 1995 – La mia nave va (pubblicato come L'anima nera)
- 1996 – Tanto tempo fa (pubblicato come L'anima nera)
- 2015 – Localz Only
- 2015 – "El Padre"
- 2015 – Dal tramonto all'alba

### Con i Basley Click
- 2001 – The Album

### Collaborazioni
- 1998 – La Pina feat. Fritz da Cat - In media ci sto dentro (da Piovono angeli)
- 1998 – Goedi feat. Medda - Tripla X RMX (da La Kermesse)
- 1999 – Neffa feat. Fritz da Cat - L'incognita (da Chicopisco)
- 2009 – Shablo feat. Fritz da Cat - Wineflow (da The Second Feeling)
- 2012 – Salmo - Demons to Diamonds feat. Fritz da Cat (da Death USB)
- 2021 – Mace - Scostumato feat. J Lord e Fritz da Cat (da OBE)

### Produzioni
- 1997 – Maury B – Torno sulla scena (da Torno sulla scena EP)
- 1997 – Maury B feat. El Presidente – Genesis (da Torno sulla scena EP)
- 1997 – Maury B – Summertime? (da Torno sulla scena EP)
- 1997 – Maury B – Dimensioni Mistike (da Torno sulla scena EP)
- 1997 – Piotta – Antiparucca (da La banda der trucido)
- 1998 – La Connessione – European Attack (da European Attack)
- 1998 – La Pina feat. Giuliano Palma – Parla piano (da Piovono angeli)
- 1998 – Cricca Dei Balordi – Rido e Cush (da Fondazione Cracka)
- 1998 – Lord Bean – Intro (da Lord Bean EP)
- 1998 – Lord Bean feat. Inoki, Joe Cassano – Gli occhi della strada (da Lord Bean EP)
- 1998 – Lord Bean – I veri criminali (da Lord Bean EP)
- 1998 – Lord Bean – La vita che avrò (da Lord Bean EP)
- 1998 – Lord Bean – On the Run (da Lord Bean EP)
- 1998 – Lord Bean – Outro (da Lord Bean EP)
- 1998 – Goedi feat. Medda – Tripla X RMX (da La Kermesse)
- 2000 – Uomini di Mare – Fuma a me skit (da Dinamite Mixtape)
- 2011 – Fedez – Vota si per dire no (prodotta da Fritz da Cat con Shablo)
- 2011 – Gué Pequeno – Dichiarazione (da Il ragazzo d'oro)
- 2011 – Fedez – Outro (da Il mio primo disco da venduto)
- 2012 – Don Joe & Shablo feat. Gué Pequeno, Caprice & Luchè – Senza un domani RMX (da Thori & Rocce Remix EP)
- 2012 – Ensi – In italiano (Ensi vs dizionario) (da Freestyle Roulette Mixtape)
- 2012 – Ensi – La scomparsa del pescatore (da Era tutto un sogno)
- 2012 – Two Fingerz feat. DJ 2P – Questa musica RMX (da Questa musica Rmx Pack)
- 2012 – Machete Crew – Michete Maxtape Skit (da Machete Mixtape Vol II)
- 2012 – Machete Crew – Hopeless (da Machete Mixtape Vol II)
- 2012 – Machete Crew – Viaggio nell'aldilà (da Machete Mixtape Vol II)
- 2013 – Noyz Narcos feat. Tormento – My Love Song (da Monster)
- 2013 – Giaime – La colazione dei campioni (da Blue Magic)
- 2013 – Giaime feat. Jack the Smoker – Tic Toc (da Blue Magic)
- 2013 – Clementino – Amsterdam (da Mea culpa)
- 2013 – Clementino feat. Il Cile – Il re lucertola (da Mea culpa)
- 2015 – Clementino feat Ntò – Ghiacciai (da Miracolo!)
- 2015 – Emis Killa – Outro (da Keta Music Vol. 2)
- 2015 – Ensi feat. Lucio Dalla – Profondo (da Bella Lucio!)
- 2017 – Rkomi – Solo (con Marz)
- 2018 – Egreen – Non mi interessa (con Marz) (da  Entropia 3)
- 2020 – Jangy Leeon – Lost in Space (da Full moon confusion)
- 2021 – Mace – Scostumato (con J Lord) (da OBE)
- 2024 – Marracash –  Crash (da È finita la pace)